# One Direction
One Direction, thường viết ngắn thành 1D, là một ban nhạc nam nhạc pop Anh-Ireland thành lập tại Luân Đôn năm 2010. Khi nhóm còn hoạt động, nhóm gồm Niall Horan, Liam Payne, Harry Styles, Louis Tomlinson, và Zayn Malik (đến 2015). Họ ký hợp đồng với Simon Cowell của hãng thu âm Syco Records sau khi được hình thành và giành hạng ba trong cuộc thi The X Factor của Anh Quốc mùa giải thứ 7 (năm 2010). Sau đó, nhóm đã ký hợp đồng với hãng Columbia Records. Đi tới thành công quốc tế bằng sức mạnh của truyền thông xã hội, hai album của nhóm là Up All Night và Take Me Home đứng đầu bảng xếp hạng của phần lớn các quốc gia, với các ca khúc hit "What Makes You Beautiful" và "Live While We're Young".
One Direction được quan niệm là nhóm nhạc mới nổi tỏa sáng trong các nhóm nhạc nam, và là gương mặt tiêu biểu trong "Làn sóng Anh Quốc" tại Mỹ. Nhóm đã tiêu thụ được 8 triệu bản album và 14 triệu bản đĩa đơn trên toàn thế giới theo công ty quản lý của nhóm, Modest! Management. Những thành tích mà One Direction đạt được gồm hai giải BRIT và ba giải Video âm nhạc của MTV. Theo Nick Gatfield, chủ tịch và giám đốc điều hành của Sony Music Entertainment, nhóm đã thu về 50 triệu đô la Mỹ vào tháng 6 năm 2012. One Direction là "Nghệ sĩ mới xuất sắc nhất 2012" của tạp chí Billboard và báo The Huffington Post gọi 2012 là "Năm của One Direction."

## Quá trình hoạt động

### 2010–2011:The X Factor
Năm 2010, Niall Horan, Zayn Malik, Liam Payne, Harry Styles, và Louis Tomlinson tham gia cuộc thi The X Factor mùa thứ 7 với tư cách hát đơn. Thất bại trong tư cách "Nam ca sĩ hát đơn", sau lời đề nghị của vị ban giám khảo khách mới là ca sĩ Nicole Scherzinger, cả năm người quyết định cùng nhau thành lập một nhóm nhạc tại Luân Đôn và tham gia với tư cách "Nhóm nhạc". Sau đó, nhóm có hai tuần để tập hợp, hiểu hơn về nhau cũng như tập luyện. Harry Styles nảy ra ý tưởng đặt tên nhóm là One Direction. Với tư cách là bài hát đủ tiêu chuẩn tại "nhà của giám khảo", và là bài hát đầu tiên của nhóm, One Direction đã biểu diễn lại phiên bản acoustic của "Torn". Trong các vòng diễn trực tiếp trong 4 tuần, nhóm là thí sinh duy nhất còn lại của giám khảo Simon Cowell. Nhóm nhanh chóng trở nên nổi tiếng tại Anh Quốc.. Trong tập chung kết, One Direction đạt vị trí thứ ba và ngay lập tức ca khúc "Forever Young" được lên kế hoạch sẽ phát hành nếu nhóm thắng cuộc thi, đã bị rò rỉ trên mạng. Sau đó, One Direction ký kết hợp đồng 2 triệu bảng Anh với hãng đĩa Syco Records của giám khảo Simon Cowell.Nhóm đã bán được 70 triệu bản thu trên toàn thế giới tính tới tháng 4 năm 2020.

### 2011–2012:Up All Night
Sau cuộc thi The X-Factor, Nhóm đã ký 1 hợp đồng trị giá 2 triệu bảng Anh với hãng ghi âm Syco. One Direction và 9 đối thủ khác cùng tham gia vào loạt chương trình biểu diễn trực tiếp mang tên X-Factor vào tháng 2 đến tháng 4 năm 2011. Chuyến lưu diễn trong phạm vi nước Anh và Ireland. Sau chuyến lưu diễn vào tháng 4 năm 2011, One Direction xuất hiện trên chương trình The Alan Titchmarsh và Zayn Malik đã xác nhận single đầu tiên của nhóm là What Makes You Beautiful sẽ được phát hành vào tháng 6, tuy nhiên single này lại bị đẩy lùi sang tháng 8 để mà trùng với màn giới thiệu The X-Factor mùa thứ 8 và lại bị dời lần nữa đến tháng 9. Nhóm đã phát triển Album đầu tiên của mình cùng với nhạc sĩ Savan Kotecha và chính thức phát hành đĩa đơn đầu tiên "What Makes You Beautiful" vào ngày 11 tháng 9 năm 2011. Bài hát đã phá kỷ lục về doanh số bán đĩa ghi âm trước đó của hãng Sony Music. Nó được xếp vị trí thứ nhất trong Bảng xếp hạng các Single ở Anh Quốc với 153,965 lượt tiêu thụ trong tuần đầu tiên ra mắt. "What Makes You Beautiful" đã trở thành single bán chạy nhất thứ 20 của năm 2011 đạt 540,000 bản. Đến ngày 26 tháng 9, One Direction thông bào sẽ thực hiện chuyến lưu diễn đầu tiên khắp Anh Quốc mang tên "Up All Night Tour" bắt đầu từ tháng 12 năm 2011 đến tháng 1 năm 2012. Vé đã được bán sạch trong những phút đầu tiên. Sau đó, One Direction phát hành đĩa đơn thứ hai tên "Gotta Be You" vào ngày 13 tháng 11 năm 2011. Sau đĩa đơn này, album phòng thu đầu tiên của ban nhạc, Up All Night được phát hành vào ngày 21 tháng 11. Bài hát chủ đề của album, "Up All Night" được sáng tác bởi Kelly Clarkson và Ed Sheeran. Album đạt vị trí thứ 2 trong Bảng xếp hạng ở Anh Quốc khi bán được 138,631 lượt và là Album đầu tiên bán chạy nhất trên Bảng xếp hạng các Album ở Anh năm 2011. Album Up All Night đã trở thành Album bán chạy nhất thứ 16 trên Bảng xếp hạng các Album UK năm 2011 với 468,000 lượt tiêu thụ. Album đã đứng đầu ở Thụy Điển, Ý và 14 quốc gia khác.
Ngày 9, tháng 11, năm 2011 One Direction đã tiết lộ rằng họ sẽ có 1 tour lưu diễn ở Mỹ mang tên "Big Time Rush" từ tháng 2 đến tháng 3 năm 2012. Ngày 6 tháng 1 năm 2012 họ phát hành album thứ 3 mang tên: "One Thing" như là một album quảng cáo tới các nước châu Âu và được phát nhành ở Anh vào ngày 13 tháng 2 năm 2012. Ở Anh "One Thing" năm thứ 9 và đang ở thành album thứ 3 liên tiếp nằm trong "top ten single" kể từ ablum Up All Night.
One Direction đã ký hợp đồng thu âm với hãng Columbia Records ở Mỹ. Ban đầu Album sẽ được phát hành ở Bắc Mỹ vào ngày 23 tháng 3 năm 2012 nhưng đã được dời sang ngày 13 tháng 3 năm 2012 với công bố của hãng Columbia Records: " Theo như nguyện vọng của phần lớn người hâm mộ, ablum đầu tiên của họ sẽ được phát hành sớm 1 tuần vào ngày 13 tháng 3 năm 2012". "What Makes You Beautiful" đã được phát hành ở Mỹ vào ngày 14 tháng 2 năm 2012.
One Direction đã biểu diễn tại chương trình The Today Show ở Mỹ vào ngày 12 tháng 3 năm 2012. Nhóm được sắp xếp để biểu diễn hit "What Makes You Beautiful" tại lễ trao giải Kids' Choice Awards vào ngày 31 tháng 3 năm 2012. Nhóm One Direction sẽ được sắp xếp diễn vào tối thứ bảy ngày 7 tháng 4 năm 2012.

### 2012–2013:Take Me Home
Album phòng thu thứ hai của One Direction có tên là Take Me Home, được phát hành vào tháng 11 năm 2012.. Take Me Home được viết và sáng tác bởi các thành viên trong nhóm và trung bình mỗi bài hát trong album do 5 nhạc sĩ cùng sáng tác. Savan Kotecha, Rami Yacoub và Carl Falk (là những nhạc sĩ đã sáng tác hai bản hit cho One Direction: "What Makes You Beautiful" và "One Thing") đã dành 6 tháng tại Stockholm để viết và phát triển các bài hát trong album; đồng thời cũng để họ hình thành lên những ý tưởng cho giai điệu của bài hát. One Direction bắt đầu thu âm album vào tháng 5 năm 2012 tại phòng thu Kinglet ở Stockholm. Take Me Home nhận được nhiều ý kiến trái chiều từ các nhà phê bình âm nhạc. Có nhiều lời khen ngợi về chất lượng sản phẩm, xong cũng có không ít ý kiến cho rằng album là một sự chung chung, ít màu sắc và vội vã. Đĩa đơn đầu tiên từ album, "Live While We're Young", được phát hành vào tháng 9 năm 2012 đã lọt được vào top 10 của nhiều quốc gia trên thế giới và lập kỷ lục tại thị trường Mỹ khi đạt doanh thu cao ngất ngưởng, giúp nhóm trở thành nghệ sĩ nước ngoài (không phải nghệ sĩ Mỹ) có số doanh thu bán hàng cao nhất ngay trong tuần đầu tiên. Album cùng đĩa đơn thứ hai của nó, "Little Things", đều debut tại vị trí số 1 tại các bảng xếp hạng của Anh trong cùng một lúc, và điều này đã giúp One Direction trở thành nghệ sĩ trẻ nhất lập được thành tích có cả đĩa đơn lẫn album No.1 tại bảng xếp hạng Anh. Take Me Home bán được trên 540.000 bản tại Mỹ trong tuần đầu tiên phát hành, giúp album debut ngay vị trí số 1 của Billboard 200 và cũng như tại 34 quốc gia khác. Ngoài ra, Up All Night (4,5 triệu bản) và Take Me Home (4,4 triệu bản) lần lượt nằm tại vị trí số 3 và số 4 trong bảng xếp hạng những album có doanh thu cao nhất toàn cầu năm 2012.
One Direction đã quay một bộ phim tài liệu cuối năm 2012, đầu 2013 tên This is us, cũng như theo chân những thành viên của ban nhạc ở hậu trường và Take Me Home Tour. Nhóm đã được biểu diễn ở O2 Arena, Luân Đôn và Madison Square Garden, sau khi bán sạch hết vé chỉ trong 6 phút đầu.

### 2013–2014:Midnight MemoriesvàThis Is Us
Sau Take Me Home, nhóm đã phát hành album thứ ba Midnight Memories vào ngày 25 tháng 11 tại Mỹ, mang phong cách pop rock hơn so với 2 album trước. Midnight Memories đứng đầu bảng xếp hạng ở 19 quốc gia, những bản hit như "Story Of My Life", "Best Song Ever". Album đã trụ vững trong Billboard 200 một thời gian dài. Album đã được chứng nhận bạch kim tại Úc và nhiều nước khác. Nhóm cũng đã quay một bô phim hòa nhạc One Direction: Where We Are – The Concert Film.

## Hình ảnh
Tờ báo Anh The Daily Telegraph đã xuất bản bí quyết tự nhiên về sự thành công của nhóm One Direction ở Bắc Mỹ, giải thích rằng đây là "Thế hệ mới của nước Anh thực sự có thể hát", ngay từ khi khởi nghiệp. Trước đây các nhóm nhạc nam ở Anh dường như là một sự lố bịch bởi vì họ không chú trọng đến giọng hát mà dường như chỉ tập trung vào vũ đạo. Điển hình như nhóm The Wood Dead điển trai và đã có nhiều màn xoay đầu và cú đá đẹp mắt, tuy nhiên cách này chỉ nhằm che giấu sự bất tài ở họ. Tuy nhiên, sự phát triển của nền âm nhạc Mỹ, đặc biệt là sự nổi lên của Justin Bieber đã mang lại một hình ảnh " sáng sủa, lành mạnh, thân thiện: những chàng trai dễ thương ủng hộ những chú chó con. Vậy, những chàng trai đó là ai, chỉ có thể là One Direction". Yahoo! đã phát hành một bài báo, mà theo trang web Google cứ mỗi 1 tháng, sẽ có 3,35 triệu người gõ kiếm cụm từ One Direction. Tài khoản Twitter của nhóm có hai triệu người kết bạn làm quen từ tháng 2 năm 2012, tính ra trung bình mỗi ngày có 20.000 người làm quen, tới tháng 4 năm 2013 tài khoản Twitter của nhóm đã có tới mười một triệu người kết bạn. Nhóm đã được dán cho một cái tên là " Sự xâm lược nước Anh".
Niall Horan đã phát biểu với tư cách là thành viên của nhóm: "Mọi người đều nghĩ rằng 1 nhóm nhạc nam chỉ là 1 cơn gió thoáng qua và chỉ mang 1 màu sắc đơn thuần. Chúng tôi là các thành viên trong một nhóm. Chúng tôi cố gắng tạo ra sự khác biệt để thay đổi cách suy nghĩ của mọi người về 1 nhóm nhạc nam. Chúng tôi đang cố gắng thử nhiều thể loại âm nhạc và luôn là chính mình."

## Thành viên ban nhạc
- Niall Horan (2010–2016)
- Harry Styles (2010–2016)
- Louis Tomlinson (2010–2016)
- Zayn Malik (2010–2015)
- Liam Payne (2010–2016; mất 2024)

## Danh sách album
- Up All Night (2011)
- Take Me Home (2012)
- Midnight Memories (2013)
- Four (2014)
- Made in the A.M. (2015)

## Lưu diễn
| Vai trò chính - Up All Night Tour (2011–2012) - Take Me Home Tour (2013) - Where We Are Tour (2014) - On the Road Again Tour (2015) | Mở màn - X Factor Tour 2011 (2011) - Better with U Tour (Big Time Rush) (2012) |

## Xuất bản
- One Direction: Forever Young, HarperCollins (17 tháng 2 năm 2011) ISBN 978-0-00-743230-1
- One Direction: The Official Annual 2012, HarperCollins (1 tháng 9 năm 2011) ISBN 978-0-00-743625-5
- Dare to Dream: Life as One Direction, HarperCollins (15 tháng 9 năm 2011) ISBN 978-0-00-744439-7
- One Direction: Where We Are: Our Band, Our Story: 100% Official, HarperCollins (19 tháng 11 năm 2013) ISBN 978-0-00-748900-8
- One Direction: Who We Are: Our Official Autobiography, HarperCollins (25 tháng 9 năm 2014) ISBN 978-0-00-757731-6

## Giải thưởng và đề cử
| Năm  | Đề cử cho                                           | Giải thưởng                               | Hạng mục                                                          | Kết quả   |
| ---- | --------------------------------------------------- | ----------------------------------------- | ----------------------------------------------------------------- | --------- |
| 2011 | One Direction                                       | 4Music Video Honours                      | Best Group                                                        | Đoạt giải |
| 2011 | One Direction                                       | 4Music Video Honours                      | Best Breakthrough                                                 | Đoạt giải |
| 2011 | "What Makes You Beautiful"                          | 4Music Video Honours                      | Best Video                                                        | Đoạt giải |
| 2011 | One Direction                                       | Shorty Awards                             | Music                                                             | Đề cử     |
| 2011 | One Direction                                       | Youth Rock Awards                         | Hottest Music Artist                                              | Đoạt giải |
| 2012 | "One Direction"                                     | 4Music Video Honours                      | Best Group                                                        | Đoạt giải |
| 2012 | Up All Night                                        | American Music Awards                     | Favorite Pop/Rock Album                                           | Đề cử     |
| 2012 | One Direction                                       | American Music Awards                     | Favorite Pop/Rock Band/Duo/Group                                  | Đề cử     |
| 2012 | One Direction                                       | American Music Awards                     | New Artist of the Year                                            | Đề cử     |
| 2012 | One Direction                                       | ARIA Music Awards                         | Best International Artist                                         | Đoạt giải |
| 2012 | One Direction                                       | Bambi Awards                              | Pop International                                                 | Đoạt giải |
| 2012 | Up All Night                                        | BBC Radio 1 Teen Awards                   | Best British Album                                                | Đoạt giải |
| 2012 | One Direction                                       | BBC Radio 1 Teen Awards                   | Best British Single                                               | Đoạt giải |
| 2012 | One Thing                                           | BBC Radio 1 Teen Awards                   | Best British Music Act                                            | Đoạt giải |
| 2012 | One Direction                                       | Bravo Otto                                | Super Pop Band - (gold otto)                                      | Đoạt giải |
| 2012 | One Direction                                       | Bravo Otto                                | Internet Star - (bronze otto)                                     | Đoạt giải |
| 2012 | "What Makes You Beautiful"                          | BRIT Awards                               | Best British Single                                               | Đoạt giải |
| 2012 | One Direction                                       | Do Something Awards                       | Music Artist                                                      | Đề cử     |
| 2012 | Up All Night – The Live Tour                        | Golden Trailer Awards                     | Technical - Best Trailer: No Movie                                | Đề cử     |
| 2012 | One Direction                                       | JIM Awards                                | Best Newcomer - International                                     | Đoạt giải |
| 2012 | One Direction                                       | Kerrang! Awards                           | Villain of the Year                                               | Đề cử     |
| 2012 | One Direction                                       | Los Premios 40 Principales España         | Best International New Artist                                     | Đoạt giải |
| 2012 | One Direction                                       | Los Premios 40 Principales América        | Best International Pop Act                                        | Đoạt giải |
| 2012 | One Direction                                       | Los Premios 40 Principales América        | Best International New Act                                        | Đoạt giải |
| 2012 | One Direction                                       | MTV Europe Music Awards                   | Best European Act                                                 | Đề cử     |
| 2012 | One Direction                                       | MTV Europe Music Awards                   | Best New Artist                                                   | Đoạt giải |
| 2012 | One Direction                                       | MTV Europe Music Awards                   | Best UK & Ireland Act                                             | Đoạt giải |
| 2012 | Directioners                                        | MTV Europe Music Awards                   | Biggest Fans                                                      | Đoạt giải |
| 2012 | One Direction                                       | MTV Video Music Awards                    | Best New Artist                                                   | Đoạt giải |
| 2012 | What Makes You Beautiful                            | MTV Video Music Awards                    | Best Pop Video                                                    | Đoạt giải |
| 2012 | What Makes You Beautiful                            | MTV Video Music Awards                    | Most Share-Worthy Video                                           | Đoạt giải |
| 2012 | One Direction                                       | MTV Video Music Awards Brazil             | International Artist                                              | Đoạt giải |
| 2012 | Directioners                                        | MTV Music Awards Italy                    | Best Fans                                                         | Đoạt giải |
| 2012 | One Thing                                           | MuchMusic Video Awards                    | International Video of the Year - Group                           | Đề cử     |
| 2012 | What Makes You Beautiful                            | MuchMusic Video Awards                    | Most Streaming Video of the Year                                  | Đề cử     |
| 2012 | One Direction                                       | MuchMusic Video Awards                    | UR Fave: International Artist or Group                            | Đề cử     |
| 2012 | What Makes You Beautiful                            | Myx Music Awards                          | Favorite International Video                                      | Đề cử     |
| 2012 | One Direction                                       | Nickelodeon Kids' Choice Awards Argentina | Artist or Group International                                     | Đề cử     |
| 2012 | What Makes You Beautiful                            | Nickelodeon Kids' Choice Awards Argentina | Favorite Song                                                     | Đoạt giải |
| 2012 | One Direction                                       | Meus Prêmios Nick                         | Favorite International Artist                                     | Đoạt giải |
| 2012 | What Makes You Beautiful                            | Nickelodeon Mexico Kids' Choice Awards    | Canción Favorita                                                  | Đoạt giải |
| 2012 | One Direction                                       | Nickelodeon Mexico Kids' Choice Awards    | Artista internacional favorito                                    | Đoạt giải |
| 2012 | One Direction                                       | Nickelodeon UK Kids' Choice Awards        | Favorite UK Band                                                  | Đoạt giải |
| 2012 | One Direction                                       | Nickelodeon UK Kids' Choice Awards        | Favorite UK Newcomer                                              | Đoạt giải |
| 2012 | Up All Night                                        | NME Awards                                | Worst Album                                                       | Đề cử     |
| 2012 | One Direction                                       | NME Awards                                | Worst Band                                                        | Đoạt giải |
| 2012 | One Direction                                       | NRJ Music Awards                          | International Duo/Group of the Year                               | Đoạt giải |
| 2012 | Directioners                                        | O Music Awards                            | Fan Army FTW                                                      | Đề cử     |
| 2012 | One Direction                                       | Shorty Awards                             | Band                                                              | Đề cử     |
| 2012 | One Direction                                       | Teen Choice Awards                        | Choice Music: Breakout Group                                      | Đoạt giải |
| 2012 | One Direction                                       | Teen Choice Awards                        | Choice Summer: Music Star - Group                                 | Đoạt giải |
| 2012 | What Makes You Beautiful                            | Teen Choice Awards                        | Choice Music: Love Song                                           | Đoạt giải |
| 2012 | One Direction                                       | Telehit Awards                            | Most Popular Artist in Telehit                                    | Đoạt giải |
| 2012 | One Direction                                       | Telehit Awards                            | Best International Pop Group                                      | Đoạt giải |
| 2012 | What Makes You Beautiful                            | Telehit Awards                            | Song of the Public                                                | Đoạt giải |
| 2012 | Live While We're Young                              | UK Music Video Awards                     | People's Choice                                                   | Đề cử     |
| 2013 | One Direction                                       | 4Music Video Honours                      | Best Boys                                                         | Đoạt giải |
| 2013 | One Direction                                       | 4Music Video Honours                      | Best Video                                                        | Đoạt giải |
| 2013 | Take Me Home                                        | American Music Awards                     | Favorite Pop/Rock Album                                           | Đoạt giải |
| 2013 | One Direction                                       | American Music Awards                     | Favorite Pop/Rock Band/Duo/Group                                  | Đoạt giải |
| 2013 | One Direction                                       | ARIA Music Awards                         | Best International Artist                                         | Đoạt giải |
| 2013 | One Direction                                       | BBC Radio 1 Teen Awards                   | Best British Group                                                | Đoạt giải |
| 2013 | Best Song Ever                                      | BBC Radio 1 Teen Awards                   | Best British Single                                               | Đoạt giải |
| 2013 | Take Me Home                                        | Billboard Music Awards                    | Billboard 200 Album                                               | Đề cử     |
| 2013 | Up All Night                                        | Billboard Music Awards                    | Billboard 200 Album                                               | Đề cử     |
| 2013 | One Direction                                       | Billboard Music Awards                    | Artist of the Year                                                | Đề cử     |
| 2013 | One Direction                                       | Billboard Music Awards                    | Top Billboard 200 Artist                                          | Đề cử     |
| 2013 | One Direction                                       | Billboard Music Awards                    | Top Social Artist                                                 | Đề cử     |
| 2013 | One Direction                                       | Billboard Music Awards                    | Top Duo/Group                                                     | Đoạt giải |
| 2013 | One Direction                                       | Billboard Music Awards                    | New Artist of the Year                                            | Đoạt giải |
| 2013 | One Direction                                       | Billboard Music Awards                    | Top Pop Artist                                                    | Đoạt giải |
| 2013 | Take Me Home                                        | Billboard Music Awards                    | Top Pop Album                                                     | Đề cử     |
| 2013 | Up All Night                                        | Billboard Music Awards                    | Top Pop Album                                                     | Đề cử     |
| 2013 | One Direction                                       | Billboard Touring Awards                  | Concert Marketing & Promotion Award                               | Đề cử     |
| 2013 | One Direction                                       | Billboard Touring Awards                  | Breakthrough                                                      | Đoạt giải |
| 2013 | One Direction                                       | Bravo Otto                                | Az év legjobb külföldi együttese (The year's best foreign band)   | Đoạt giải |
| 2013 | Live While We're Young                              | Bravo Otto                                | Az év legjobb külföldi dala (Best International Song of the Year) | Đoạt giải |
| 2013 | One Direction                                       | BRIT Awards                               | British Group                                                     | Đề cử     |
| 2013 | One Direction                                       | BRIT Awards                               | BRITs Global Success                                              | Đoạt giải |
| 2013 | One Direction                                       | Canadian Radio Music Awards               | International Group Of The Year                                   | Đề cử     |
| 2013 | One Direction                                       | International Dance Music Awards          | Best New Artist (group)                                           | Đề cử     |
| 2013 | One Direction                                       | Japan Gold Disc Awards                    | New Artist of the Year (Western)                                  | Đoạt giải |
| 2013 | One Direction                                       | Japan Gold Disc Awards                    | One of the Best 3 New Artists (Western)                           | Đoạt giải |
| 2013 | One Direction                                       | JIM Awards                                | Best Group                                                        | Đoạt giải |
| 2013 | One Direction                                       | JIM Awards                                | Best Pop                                                          | Đoạt giải |
| 2013 | Up All Night                                        | Juno Awards                               | International Album of the Year                                   | Đề cử     |
| 2013 | Take Me Home                                        | Los Premios 40 Principales España         | Best International Album                                          | Đoạt giải |
| 2013 | One Direction                                       | Los Premios 40 Principales España         | Best International Act                                            | Đề cử     |
| 2013 | One Direction                                       | MTV Europe Music Awards                   | Best Northern European Act                                        | Đoạt giải |
| 2013 | One Direction                                       | MTV Europe Music Awards                   | Best Pop Artist                                                   | Đoạt giải |
| 2013 | One Direction                                       | MTV Europe Music Awards                   | Best UK & Ireland Act                                             | Đề cử     |
| 2013 | One Direction                                       | MTV Europe Music Awards                   | Best Worldwide Act                                                | Đề cử     |
| 2013 | Directioners                                        | MTV Europe Music Awards                   | Biggest Fans                                                      | Đoạt giải |
| 2013 | Best Song Ever                                      | MTV Video Music Awards                    | Best Song of the Summer                                           | Đoạt giải |
| 2013 | Take Me Home                                        | MTV Video Music Awards Japan              | Album of the Year                                                 | Đề cử     |
| 2013 | What Makes You Beautiful                            | MTV Video Music Awards Japan              | Best Group Video                                                  | Đề cử     |
| 2013 | One Direction                                       | MTV Video Music Awards Japan              | Best New Artist                                                   | Đề cử     |
| 2013 | Directioners                                        | MTV Video Music Awards Italy              | Best Fans                                                         | Đoạt giải |
| 2013 | One Direction                                       | MTV Video Music Awards Italy              | Best Band                                                         | Đoạt giải |
| 2013 | One Direction                                       | MuchMusic Video Awards                    | UR Fave: International Artist or Group                            | Đề cử     |
| 2013 | Kiss You                                            | MuchMusic Video Awards                    | International Video of the Year - Group                           | Đề cử     |
| 2013 | One Thing                                           | Myx Music Awards                          | Favorite International Video                                      | Đoạt giải |
| 2013 | Kiss You                                            | Neox Fan Awards                           | Best Song of the Year                                             | Đề cử     |
| 2013 | One Direction                                       | Nickelodeon Kids' Choice Awards USA       | Favorite Music Group                                              | Đoạt giải |
| 2013 | What Makes You Beautiful                            | Nickelodeon Kids' Choice Awards USA       | Favorite Song                                                     | Đoạt giải |
| 2013 | One Direction                                       | Nickelodeon Kids' Choice Awards Australia | Aussie's Fave Music Act                                           | Đoạt giải |
| 2013 | One Thing                                           | Nickelodeon Kids' Choice Awards Australia | Aussie's Fave Song                                                | Đoạt giải |
| 2013 | One Direction                                       | Meus Prêmios Nick                         | Favorite International Artist                                     | Đề cử     |
| 2013 | One Way or Another (Teenage Kicks)                  | Nickelodeon Mexico Kids' Choice Awards    | Canción Favorita                                                  | Đoạt giải |
| 2013 | One Direction                                       | Nickelodeon Mexico Kids' Choice Awards    | Artista Internacional Favorito                                    | Đề cử     |
| 2013 | One Direction                                       | NewNowNext Awards                         | Foreign Import of the Year                                        | Đoạt giải |
| 2013 | One Direction                                       | NME Awards                                | Worst Band                                                        | Đoạt giải |
| 2013 | Best Song Ever                                      | NRJ Music Awards                          | Video of the Year                                                 | Đoạt giải |
| 2013 | One Direction                                       | NRJ Music Awards                          | International Duo/Group of the Year                               | Đoạt giải |
| 2013 | Up All Night                                        | People's Choice Awards                    | Favorite Album                                                    | Đoạt giải |
| 2013 | One Direction                                       | People's Choice Awards                    | Favorite Breakout Artist                                          | Đề cử     |
| 2013 | Directioners                                        | People's Choice Awards                    | Favorite Music Fan Following                                      | Đề cử     |
| 2013 | What Makes You Beautiful                            | People's Choice Awards                    | Favorite Song                                                     | Đoạt giải |
| 2013 | One Direction                                       | Pollstar Awards                           | Best New Touring Artist                                           | Đề cử     |
| 2013 | One Direction                                       | Premios Oye!                              | Álbum en Inglés                                                   | Đề cử     |
| 2013 | Our Moment                                          | Pure Beauty Awards                        | Best Female Fragrance                                             | Đoạt giải |
| 2013 | One Direction                                       | Radio Disney Music Awards                 | Best Music Group                                                  | Đoạt giải |
| 2013 | Directioners                                        | Radio Disney Music Awards                 | Fiercest Fans                                                     | Đoạt giải |
| 2013 | Live While We're Young                              | Radio Disney Music Awards                 | Song of the Year                                                  | Đề cử     |
| 2013 | One Direction                                       | Shorty Awards                             | Band                                                              | Đoạt giải |
| 2013 | One Direction                                       | Teen Choice Awards                        | Choice Music: Group                                               | Đoạt giải |
| 2013 | Little Things                                       | Teen Choice Awards                        | Choice Music: Love Song                                           | Đoạt giải |
| 2013 | Live While We're Young                              | Teen Choice Awards                        | Choice Music: Single - Group                                      | Đoạt giải |
| 2013 | Take Me Home Tour                                   | Teen Choice Awards                        | Choice Summer: Tour                                               | Đoạt giải |
| 2013 | One Direction                                       | Telehit Awards                            | Boyband of the Year                                               | Đoạt giải |
| 2013 | Best Song Ever                                      | Telehit Awards                            | Most Popular Video on Telehit                                     | Đoạt giải |
| 2013 | Best Song Ever                                      | YouTube Music Awards                      | Video of the Year                                                 | Đề cử     |
| 2013 | One Direction                                       | YouTube Music Awards                      | Artist of the Year                                                | Đề cử     |
| 2014 | One Direction                                       | 4Music Video Honours                      | Best Boy                                                          | Đoạt giải |
| 2014 | Midnight Memories                                   | 4Music Video Honours                      | Best Video                                                        | Đoạt giải |
| 2014 | One Direction                                       | American Music Awards                     | Artist of the Year                                                | Đoạt giải |
| 2014 | One Direction                                       | American Music Awards                     | Favorite Pop/Rock Band/Duo/Group                                  | Đoạt giải |
| 2014 | Midnight Memories                                   | American Music Awards                     | Favorite Pop/Rock Album                                           | Đoạt giải |
| 2014 | One Direction                                       | ARIA Music Awards                         | Best International Artist                                         | Đoạt giải |
| 2014 | Story of My Life                                    | BBC Radio 1 Teen Awards                   | Best British Single                                               | Đề cử     |
| 2014 | One Direction                                       | BBC Radio 1 Teen Awards                   | Best British Group                                                | Đề cử     |
| 2014 | One Direction                                       | Billboard Music Awards                    | Top Duo/Group                                                     | Đề cử     |
| 2014 | One Direction                                       | Billboard Touring Awards                  | Top Draw                                                          | Đoạt giải |
| 2014 | One Direction                                       | Billboard Touring Awards                  | Top Tour                                                          | Đoạt giải |
| 2014 | One Direction                                       | Bravo Otto                                | Az év együttese (The band of the year)                            | Đoạt giải |
| 2014 | One Way or Another (Teenage Kicks)                  | BRIT Awards                               | British Single of the Year                                        | Đề cử     |
| 2014 | One Direction                                       | BRIT Awards                               | British Group                                                     | Đề cử     |
| 2014 | One Direction                                       | BRIT Awards                               | BRITs Global Success                                              | Đoạt giải |
| 2014 | Best Song Ever                                      | BRIT Awards                               | British Video                                                     | Đoạt giải |
| 2014 | Our Moment                                          | FiFi Awards                               | Fragrance of The Year: Women's Popular                            | Đề cử     |
| 2014 | Our Moment                                          | FiFi Awards                               | Fragrance of The Year: Consumer's Choice- Celebrity               | Đoạt giải |
| 2014 | One Direction                                       | IFPI Global Recording Artist Awards       | Global Recording Artist of 2013                                   | Đoạt giải |
| 2014 | Take Me Home                                        | Japan Gold Disc Awards                    | Album of the Year                                                 | Đoạt giải |
| 2014 | Take Me Home                                        | Japan Gold Disc Awards                    | One of the Best 3 Albums in Western Music                         | Đoạt giải |
| 2014 | One Direction                                       | JIM Awards                                | Best Band International                                           | Đề cử     |
| 2014 | One Direction                                       | JIM Awards                                | Best Album International                                          | Đoạt giải |
| 2014 | Take Me Home                                        | Juno Awards                               | International Album of the Year                                   | Đề cử     |
| 2014 | Where We Are Tour                                   | Los Premios 40 Principales España         | Best Festival, Tour or Concert in Spain                           | Đề cử     |
| 2014 | Midnight Memories                                   | Los Premios 40 Principales España         | Best International Album                                          | Đề cử     |
| 2014 | One Direction                                       | Los Premios 40 Principales España         | Best International Act                                            | Đoạt giải |
| 2014 | Story of My Life                                    | Los Premios 40 Principales España         | Best International Video                                          | Đoạt giải |
| 2014 | One Direction                                       | Los Premios 40 Principales España         | Best English Language Act                                         | Đề cử     |
| 2014 | One Direction                                       | MTV Europe Music Awards                   | Best UK & Ireland Act                                             | Đoạt giải |
| 2014 | One Direction                                       | MTV Europe Music Awards                   | Best North Europe Act                                             | Đoạt giải |
| 2014 | One Direction                                       | MTV Europe Music Awards                   | Best Pop Artist                                                   | Đoạt giải |
| 2014 | One Direction                                       | MTV Europe Music Awards                   | Best Live                                                         | Đoạt giải |
| 2014 | One Direction                                       | MTV Europe Music Awards                   | Best Worldwide Act                                                | Đề cử     |
| 2014 | Directioners                                        | MTV Europe Music Awards                   | Biggest Fans                                                      | Đoạt giải |
| 2014 | Story of My Life                                    | MTV Video Music Awards Japan              | Best Group Video                                                  | Đề cử     |
| 2014 | Story of My Life                                    | MTV Video Music Awards Japan              | Best Karaokee! Song                                               | Đề cử     |
| 2014 | One Direction                                       | MTV Music Awards Italy                    | Best Band                                                         | Đoạt giải |
| 2014 | Story of My Life                                    | MuchMusic Video Awards                    | International Video of the Year - Group                           | Đề cử     |
| 2014 | Story of My Life                                    | Nickelodeon Kids' Choice Awards USA       | Favorite Song                                                     | Đoạt giải |
| 2014 | One Direction                                       | Nickelodeon Kids' Choice Awards USA       | Favorite Music Group                                              | Đoạt giải |
| 2014 | Directioners                                        | Meus Prêmios Nick                         | Fanaticos Favoritos                                               | Đề cử     |
| 2014 | One Direction                                       | Meus Prêmios Nick                         | Favorite International Artist                                     | Đề cử     |
| 2014 | One Direction                                       | Nickelodeon Kids' Choice Awards Colombia  | Favorite International Artist                                     | Đoạt giải |
| 2014 | Directioners                                        | Nickelodeon Mexico Kids' Choice Awards    | Club de fans favorito                                             | Đoạt giải |
| 2014 | One Direction                                       | Nickelodeon Mexico Kids' Choice Awards    | Artista o grupo internacional favorito                            | Đề cử     |
| 2014 | One Direction                                       | NME Awards                                | Worst Band                                                        | Đề cử     |
| 2014 | One Direction                                       | NRJ Music Awards                          | International Duo/Group of the Year                               | Đoạt giải |
| 2014 | One Direction                                       | People's Choice Awards                    | Favorite Band                                                     | Đoạt giải |
| 2014 | Directioners                                        | People's Choice Awards                    | Favorite Music Fan Following                                      | Đề cử     |
| 2014 | Best Song Ever                                      | People's Choice Awards                    | Favorite Music Video                                              | Đề cử     |
| 2014 | Story of My Life                                    | Popjustice's Twenty Quid Music Prize      | Best Track Of The Year                                            | Đề cử     |
| 2014 | You and I                                           | Pure Beauty Awards                        | Best New Female Fragrance                                         | Đề cử     |
| 2014 | You and I                                           | Pure Beauty Awards                        | Best New Design & Packaging Award                                 | Đoạt giải |
| 2014 | One Direction                                       | Radio Disney Music Awards                 | Best Music Group                                                  | Đoạt giải |
| 2014 | Best Song Ever                                      | Radio Disney Music Awards                 | Song of the Year                                                  | Đề cử     |
| 2014 | Directioners                                        | Radio Disney Music Awards                 | Fiercest Fans                                                     | Đề cử     |
| 2014 | One Direction – "Friends Arena"                     | Rockbjörnen                               | Foreign song of the year                                          | Đề cử     |
| 2014 | Story of My Life                                    | Rockbjörnen                               | Concert of the year                                               | Đề cử     |
| 2014 | You & I                                             | Rockbjörnen                               | Concert of the year                                               | Đề cử     |
| 2014 | One Direction                                       | Shorty Awards                             | UK                                                                | Đề cử     |
| 2014 | One Direction                                       | Shorty Awards                             | Band                                                              | Đề cử     |
| 2014 | One Direction                                       | Teen Choice Awards                        | Choice Music: Group                                               | Đoạt giải |
| 2014 | One Direction                                       | Teen Choice Awards                        | Choice Other: Male Hottie                                         | Đoạt giải |
| 2014 | One Direction                                       | Teen Choice Awards                        | Choice Web: Social Media King                                     | Đoạt giải |
| 2014 | One Direction                                       | Teen Choice Awards                        | Choice Web: Choice Web: Twit                                      | Đoạt giải |
| 2014 | Story of My Life                                    | Teen Choice Awards                        | Choice Music: Break-up Song                                       | Đoạt giải |
| 2014 | Story of My Life                                    | Teen Choice Awards                        | Choice Music: Single - Group                                      | Đoạt giải |
| 2014 | You & I                                             | Teen Choice Awards                        | Choice Music: Love Song                                           | Đoạt giải |
| 2014 | Where We Are Tour                                   | Teen Choice Awards                        | Choice Summer: Tour                                               | Đoạt giải |
| 2014 | Directioners                                        | Teen Choice Awards                        | Choice Web: Fanatic Fans                                          | Đoạt giải |
| 2014 | One Direction                                       | Telehit Awards                            | Boyband of the Year                                               | Đoạt giải |
| 2014 | One Direction                                       | World Music Awards                        | World's Best Selling Group                                        | Đoạt giải |
| 2014 | One Direction                                       | World Music Awards                        | World's Best Selling British Artist                               | Đoạt giải |
| 2014 | One Direction                                       | World Music Awards                        | World's Best Selling Recording Act                                | Đoạt giải |
| 2014 | One Direction                                       | World Music Awards                        | World's Best Selling Pop Act                                      | Đoạt giải |
| 2014 | One Direction                                       | World Music Awards                        | World's Best Live Act                                             | Đề cử     |
| 2014 | One Direction                                       | Young Hollywood Awards                    | Hottest Music Artist                                              | Đề cử     |
| 2015 | One Direction                                       | American Music Awards                     | Artist of the Year                                                | Đoạt giải |
| 2015 | One Direction                                       | American Music Awards                     | Favorite Pop/Rock Band/Duo/Group                                  | Đoạt giải |
| 2015 | One Direction                                       | ARIA Music Awards                         | Best International Artist                                         | Đoạt giải |
| 2015 | Drag Me Down                                        | BBC Radio 1 Teen Awards                   | Best British Single                                               | Đoạt giải |
| 2015 | One Direction                                       | BBC Radio 1 Teen Awards                   | Best British Group                                                | Đoạt giải |
| 2015 | One Direction                                       | Billboard Music Awards                    | Top Artist                                                        | Đề cử     |
| 2015 | One Direction                                       | Billboard Music Awards                    | Top Billboard 200 Artist                                          | Đề cử     |
| 2015 | One Direction                                       | Billboard Music Awards                    | Top Touring Artist                                                | Đoạt giải |
| 2015 | One Direction                                       | Billboard Music Awards                    | Top Duo/Group                                                     | Đoạt giải |
| 2015 | One Direction                                       | Billboard Music Awards                    | Top Draw                                                          | Đoạt giải |
| 2015 | One Direction                                       | Billboard Music Awards                    | Top Tour                                                          | Đoạt giải |
| 2015 | One Direction                                       | BRIT Awards                               | British Group                                                     | Đề cử     |
| 2015 | You & I                                             | BRIT Awards                               | British Artist Video Of The Year                                  | Đoạt giải |
| 2015 | You & I                                             | Canadian Fragrance Awards                 | 2014 Best Celebrity/Lifestyle Launch Men's Or Women's             | Đề cử     |
| 2015 | Directioners                                        | iHeartRadio Music Awards                  | Best Fan Army                                                     | Đề cử     |
| 2015 | One Direction                                       | Japan Gold Disc Awards                    | Artist of the Year (Western)                                      | Đoạt giải |
| 2015 | Four                                                | Japan Gold Disc Awards                    | Best 3 Albums (Western)                                           | Đoạt giải |
| 2015 | "Where We Are" Live from San Siro Stadium (Western) | Japan Gold Disc Awards                    | Best Music Video                                                  | Đoạt giải |
| 2015 | One Direction                                       | JIM Awards                                | Best Band International                                           | Đoạt giải |
| 2015 | Night Changes                                       | JIM Awards                                | Best Video                                                        | Đề cử     |
| 2015 | Midnight Memories                                   | Juno Awards                               | International Album of the Year                                   | Đề cử     |
| 2015 | One Direction                                       | MTV Europe Music Awards                   | Best Pop                                                          | Đoạt giải |
| 2015 | One Direction                                       | MTV Europe Music Awards                   | Best UK & Ireland Act                                             | Đề cử     |
| 2015 | Directioners                                        | MTV Europe Music Awards                   | Biggest Fans                                                      | Đề cử     |
| 2015 | One Direction                                       | MTV Music Awards Italy                    | Best Band                                                         | Đề cử     |
| 2015 | One Direction                                       | MTV Music Awards Italy                    | Best Fan                                                          | Đề cử     |
| 2015 | One Direction                                       | MuchMusic Video Awards                    | Fan Fave International Artist or Group                            | Đoạt giải |
| 2015 | Steal My Girl                                       | Myx Music Awards                          | Favorite International Video                                      | Đề cử     |
| 2015 | One Direction                                       | Nickelodeon Kids' Choice Awards USA       | Favorite Music Group                                              | Đoạt giải |
| 2015 | Directioners                                        | Nickelodeon Kids' Choice Awards Australia | Aussie/Kiwi's Favorite Fan Army                                   | Đề cử     |
| 2015 | One Direction                                       | Meus Prêmios Nick                         | Favorite International Artist                                     | Đoạt giải |
| 2015 | One Direction                                       | Nickelodeon Kids' Choice Awards Colombia  | Artista O Grupo Internacional Favorito                            | Đoạt giải |
| 2015 | One Direction                                       | Nickelodeon Mexico Kids' Choice Awards    | Grupo Internacional Favorito                                      | Đoạt giải |
| 2015 | Directioners                                        | Nickelodeon UK Kids' Choice Awards        | UK Favourite Fan Family                                           | Đoạt giải |
| 2015 | One Direction                                       | NME Awards                                | Worst Band                                                        | Đề cử     |
| 2015 | One Direction                                       | People's Choice Awards                    | Favorite Group                                                    | Đề cử     |
| 2015 | One Direction                                       | Pollstar Awards                           | Major Tour Of The Year                                            | Đề cử     |
| 2015 | One Direction                                       | Radio Disney Music Awards                 | Best Music Group                                                  | Đề cử     |
| 2015 | Steal My Girl                                       | Radio Disney Music Awards                 | Best Crush Song                                                   | Đề cử     |
| 2015 | Directioners                                        | Radio Disney Music Awards                 | Fiercest Fans                                                     | Đề cử     |
| 2015 | Night Changes                                       | Rockbjörnen                               | Årets utländska låt                                               | Đề cử     |
| 2015 | One Direction Göteborg (Ullevi)                     | Rockbjörnen                               | Årets konsert                                                     | Đề cử     |
| 2015 | Directioners                                        | Rockbjörnen                               | Årets fans                                                        | Đề cử     |
| 2015 | One Direction                                       | Shorty Awards                             | Band                                                              | Đề cử     |
| 2015 | One Direction                                       | Teen Choice Awards                        | Choice Music: Group - Male                                        | Đoạt giải |
| 2015 | One Direction                                       | Teen Choice Awards                        | Choice Fashion: Male Hottie                                       | Đoạt giải |
| 2015 | One Direction                                       | Teen Choice Awards                        | Choice International Artist                                       | Đề cử     |
| 2015 | One Direction                                       | Teen Choice Awards                        | Choice Summer Music Star: Group                                   | Đoạt giải |
| 2015 | One Direction                                       | Teen Choice Awards                        | Choice Selfie Taker                                               | Đoạt giải |
| 2015 | Steal My Girl                                       | Teen Choice Awards                        | Choice Music: Song - Group                                        | Đoạt giải |
| 2015 | Night Changes                                       | Teen Choice Awards                        | Choice Love Song                                                  | Đoạt giải |
| 2015 | No Control                                          | Teen Choice Awards                        | Choice Party Song                                                 | Đoạt giải |
| 2015 | On the Road Again Tour                              | Teen Choice Awards                        | Choice Summer Tour                                                | Đoạt giải |
| 2015 | Directioners                                        | Teen Choice Awards                        | Choice Fandom                                                     | Đề cử     |
| 2015 | One Direction                                       | Telehit Awards                            | Most Popular Artist                                               | Đoạt giải |
| 2015 | One Direction                                       | Telehit Awards                            | Boyband of the Year                                               | Đoạt giải |
| 2015 | Drag Me Down                                        | Telehit Awards                            | Most Popular Video on Telehit                                     | Đoạt giải |
| 2015 | One Direction                                       | YouTube Music Awards                      | 50 Artists to Watch                                               | Đoạt giải |
| 2016 | One Direction                                       | ARIA Music Awards                         | Best International Artist                                         | Đoạt giải |
| 2016 | One Direction                                       | Billboard Music Awards                    | Top Duo/Group                                                     | Đoạt giải |
| 2016 | One Direction                                       | Billboard Music Awards                    | Top Touring Artist                                                | Đề cử     |
| 2016 | One Direction                                       | BRIT Awards                               | British Group                                                     | Đề cử     |
| 2016 | Drag Me Down                                        | BRIT Awards                               | British Artist Video Of The Year                                  | Đoạt giải |
| 2016 | One Direction                                       | iHeartRadio Music Awards                  | Best Duo/Group of the Year                                        | Đề cử     |
| 2016 | Directioners                                        | iHeartRadio Music Awards                  | Best Fan Army                                                     | Đề cử     |
| 2016 | One Direction                                       | MTV Music Awards Italy                    | Best International Band                                           | Đoạt giải |
| 2016 | One Direction                                       | MTV Music Awards Italy                    | Best Fan                                                          | Đoạt giải |
| 2016 | Drag Me Down                                        | MuchMusic Video Awards                    | iHeartRadio International Duo or Group                            | Đề cử     |
| 2016 | One Direction                                       | Nickelodeon Kids' Choice Awards USA       | Favorite Music Group                                              | Đề cử     |
| 2016 | One Direction                                       | People's Choice Awards                    | Favorite Group                                                    | Đề cử     |
| 2016 | One Direction                                       | Radio Disney Music Awards                 | Best Music Group                                                  | Đề cử     |
| 2016 | One Direction                                       | Radio Disney Music Awards                 | Radio Disney's Most Talked About Artist                           | Đề cử     |
| 2016 | Perfect                                             | Radio Disney Music Awards                 | Best Crush Song                                                   | Đoạt giải |
| 2016 | Directioners                                        | Radio Disney Music Awards                 | Fiercest Fans                                                     | Đề cử     |
| 2016 | One Direction                                       | Teen Choice Awards                        | Choice Music: Group                                               | Đoạt giải |
| 2016 | Home                                                | Teen Choice Awards                        | Choice Music Single: Group                                        | Đoạt giải |
| 2016 | Perfect                                             | Teen Choice Awards                        | Choice Music: Love Song                                           | Đoạt giải |
| 2016 | Directioners                                        | Teen Choice Awards                        | Choice Fandom                                                     | Đoạt giải |
| 2017 | History                                             | BRIT Awards                               | British Artist Video Of The Year                                  | Đoạt giải |
| 2017 | History                                             | Myx Music Awards                          | Favorite International Video                                      | Đề cử     |
| 2017 | One Direction                                       | Radio Disney Music Awards                 | Best Music Group                                                  | Đề cử     |
| 2018 | Directioners                                        | Teen Choice Awards                        | Choice Fandom                                                     | Đề cử     |